# Saul Kripke

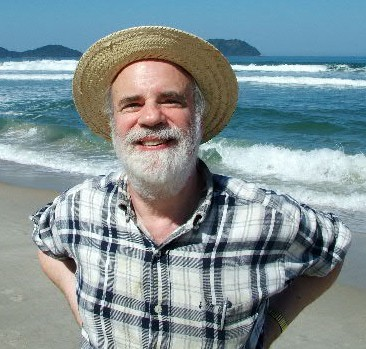
Saul Kripke (2005)

Saul Aaron Kripke (* 13. November 1940 in Bay Shore, Long Island, New York; † 15. September 2022 in Plainsboro, New Jersey) war ein amerikanischer Philosoph, Mathematiker und Logiker. Er schrieb wegweisende Beiträge zur Logik, insbesondere auf dem Feld der Modallogik und zur Sprachphilosophie, insbesondere zur Namenstheorie.

## Leben
Saul Kripke war der Sohn der Autorin Dorothy K. Kripke und des Rabbiners und Universitätslehrers Myer Kripke.
Bereits als Kind offenbarte er ein erstaunliches mathematisches Talent; mit sechs Jahren hatte er sich Hebräischkenntnisse angeeignet; in der vierten Klasse hatte er bereits alle Dramen von Shakespeare gelesen.
Kripke studierte zunächst Mathematik an der Harvard-Universität, wo er 1962 mit dem Bachelor abschloss.
Während seines Studiums erhielt er mehrere Preise und Auszeichnungen. Bereits 1958 – im Alter von achtzehn Jahren – veröffentlichte Kripke eine Arbeit zur Modallogik unter dem Titel A Completeness Theorem in Modal Logic in The Journal of Symbolic Logic. Wenige Jahre später folgten weitere grundlegende Untersuchungen zur Modallogik, u. a. Semantical Considerations in Modal Logic (1963) und Semantical Analysis of Modal Logic (1963/65).
Von 1964 bis 1966 lehrte er an der Princeton-Universität und von 1966 bis 1968 an der Harvard-Universität. Danach wurde er an die Rockefeller-Universität in New York berufen, wo er bis 1976 Philosophie unterrichtete. Im Jahr 1977 übernahm Kripke bis zu seiner Emeritierung 1997 die McCosh-Professur für Philosophie an der Princeton-Universität. 1978 wurde er in die American Academy of Arts and Sciences und 2004 in die American Philosophical Society aufgenommen. 1985 wurde er zum korrespondierenden Mitglied der British Academy gewählt.
Kripke war zuletzt Philosophieprofessor am Graduate Center der City University of New York (CUNY). Im Jahr 2001 wurde er mit dem renommierten Rolf-Schock-Preis für Logik und Philosophie ausgezeichnet.
Kripke hat über ein Dutzend renommierter Gastprofessuren und eine weitaus größere Zahl von „Distinguished Lectureships“ innegehabt, u. a. an den Universitäten Oxford, London, Berkeley, Los Angeles, Princeton, Cornell, California Institute of Technology, Wisconsin, Uppsala und Tel Aviv. Er erhielt die Ehrendoktorwürde von der University of Nebraska, der Johns Hopkins University und der Universität Haifa. Kripke starb im September 2022 im Alter von 81 Jahren in einem Krankenhaus in Plainsboro, New Jersey, an den Folgen einer Erkrankung an Bauchspeicheldrüsenkrebs.

## Werk

### Modallogik

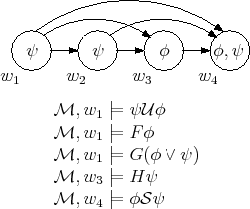
Grafische Darstellung eines Kripke-Modells einiger Formeln der LTL, einer Modallogik

Kripke trug entscheidend zur semantischen Klärung der Modallogik bei und beeinflusste mit seinen modelltheoretischen Untersuchungen die moderne Modallogik grundlegend. Er führte den Begriff einer (normalen) Modellstruktur ein. Eine Modellstruktur ist ein geordnetes Tripel {\displaystyle (G,K,R)}, wobei {\displaystyle K} eine nichtleere Menge, {\displaystyle R} eine binäre Relation über {\displaystyle K} und {\displaystyle G} ein Element von {\displaystyle K} ist. Intuitiv gesehen ist {\displaystyle K} die Menge aller möglichen Welten, {\displaystyle G} die wirkliche Welt, während {\displaystyle R} als relative Möglichkeit bezeichnet wird. Hat man eine solche Modellstruktur, so ordnet ein Modell jeder atomaren Formel {\displaystyle P} einen Wahrheitswert (wahr oder falsch) in jeder der Menge {\displaystyle K} angehörenden Welt {\displaystyle H} zu.

### Namenstheorie
1972 veröffentlichte Kripke eine vielbeachtete Studie zur Semantik der Eigennamen, die 1980 unter dem Titel Naming and Necessity in erweiterter Buchform erschien.
Nach Frege und Russell sind Eigennamen abgekürzte Beschreibungen; Beschreibungen haben Sinn und Bedeutung. Dagegen stellt Kripke die These auf, dass ein Eigenname nur eine Bedeutung (Referenz) hat. Nur so kann er in allen möglichen Welten ein und denselben Gegenstand bezeichnen. Eigennamen sind „starre Bezeichnungsausdrücke“ (rigid designators). Der Name wird dem zu benennenden Gegenstand in einem Akt der Taufe verliehen und dann in einer „Kette der Kommunikation“ weitergegeben.
Die Anwendung dieser Theorie auf die Bezeichnungen natürlicher Arten (natural kinds) führte bei Kripke zu der Überzeugung, dass natürlichen Arten bestimmte Eigenschaften notwendig zukommen. Aussagen, die wissenschaftliche Entdeckungen darüber darstellen, was eine bestimmte Art ist, seien keine kontingenten, sondern notwendige Wahrheiten im strengsten Sinn.
Gegen die traditionelle Auffassung, dass Wahrheiten nur als apriorische Wahrheiten gegeben sind, erklärte Kripke, dass es auch kontingente Wahrheiten a priori (z. B.: „Das Urmeter ist 1 m lang“) und notwendige Wahrheiten a posteriori (z. B.: „Augustus ist identisch mit Octavian“) gebe. „A priori“ und „a posteriori“ sind für ihn erkenntnistheoretische Begriffe, mit denen wir danach fragen, wie wir die Wahrheit einer bestimmten Aussage erkennen können. Dagegen sind „notwendig“ und „kontingent“ ontologische Begriffe, mit denen wir danach fragen, ob die Welt in dieser Hinsicht auch anders hätte sein können, als sie tatsächlich ist.

### Regelfolgen und Privatsprache
Im Jahr 1982 legte Kripke mit Wittgenstein on Rules and Private Language eine viel diskutierte Interpretation des Werks von Ludwig Wittgenstein vor, deren Texttreue zwar umstritten ist, die aber großen Einfluss auf die weitere Diskussion der Philosophie Wittgensteins hatte. Diese spezifische Weiterentwicklung der Positionen Wittgensteins wird in der analytischen Philosophie des Öfteren mit dem Wortspiel „Kripkenstein“ bezeichnet.
Kripke macht sich in seinem Buch für die These stark, dass Wittgensteins Argument gegen die Möglichkeit einer privaten Sprache vorrangig unter dem Gesichtspunkt des „Regelfolgens“ erklärt werden muss. Die Schlüsselstelle gegen die Möglichkeit einer Privatsprache ist für Kripke die von Wittgenstein in § 201 der Philosophischen Untersuchungen geäußerte Bemerkung, „eine Regel könnte keine Handlungsweise bestimmen, da jede Handlungsweise mit der Regel in Übereinstimmung zu bringen sei“. Dieses Paradox begründet nach Kripke eine neue Form des philosophischen Skeptizismus.

### Sonstige Beiträge
Weiterhin ist er bekannt für seinen Beitrag zur Entwicklung formaler Theorien, um die Lügnerparadoxie zu umgehen.
Kripke veröffentlichte seit Ende der 1980er Jahre nur noch wenige Arbeiten. In einer Sonderausgabe der Zeitschrift Mind vom Oktober 2005 erschien Kripkes Aufsatz Russell’s Notion of Scope, der – ebenso wie andere Texte Kripkes – auf der Tonbandaufzeichnung eines Vortrags basiert. Darin lehnt er ein streng naturalistisches Weltbild und den Materialismus ab.

## Auszeichnungen
- 2001: Rolf-Schock-Preis für Logik und Philosophie

## Veröffentlichungen (Auswahl)
- Identity and Necessity. In: M.K. Munitz (Hrsg.): Identity and Individuation. New York 1971.
- Naming and Necessity. In: Gilbert Harman u. Donald Davidson (Hrsg.): Semantics of Natural Language. Reidel, Dordrecht, Boston 1972.
  - Naming and Necessity. Blackwell, Oxford 1980 ISBN 0-631-12801-8.
  - Deutsche Ausgabe: Name und Notwendigkeit. Übersetzt von Ursula Wolf. Suhrkamp, Frankfurt am Main 1981 (Taschenbuchausgabe 1993 ISBN 3-518-28656-0).
- Wittgenstein on Rules and Private Language. An Elementary Exposition. Harvard University Press, Cambridge [Ma.] 1982 ISBN 0-674-95401-7.
  - Deutsche Ausgabe: Wittgenstein über Regeln und Privatsprache. Eine elementare Darstellung. Suhrkamp, Frankfurt 1987 ISBN 3-518-29383-4.
- Unrestricted Exportation and Some Morals for the Philosophy of Language, Collected Papers Bd. I, Oxford University Press. Podcast (MP3; 33,8 MB) der zugehörigen City University of New York LECTURE SERIES-Aufzeichnung vom 30. Juni 2008.
- Reference and Existence. The John Locke Lectures. Oxford University Press, Oxford etc. 2013 ISBN 978-0-19-992838-5.
  - Deutsche Ausgabe: Referenz und Existenz. Die John-Locke-Vorlesungen. Aus dem Englischen übersetzt von Uwe Voigt. Reclam, Stuttgart 2014 ISBN 978-3-15-010966-3.
- Aufsätze aus "Philosophical Troubles". Aus dem amerikanischen Englisch übersetzt und herausgegeben von Uwe Voigt. Reclam, Stuttgart 2017 ISBN 978-3-15-019181-1.